# William Page
William Page, född 3 januari 1811, död 1 oktober 1885, var en amerikansk målare.
Page var juridikstuderande elev till Samuel Morse. Åren 1849-60 var han bosatt i Rom, där han målade såväl genremotiv, historiescener och landskap samt porträtt. Bland hans målningar märks särskilt ett porträtt av Robert och Elisabeth Browning.

## Fotnoter
1. ↑  Google Arts & Culture, Google Arts & Culture sak-ID: m073ghn, läs online.[källa från Wikidata]
2. ↑  Encyclopædia Britannica, Encyclopædia Britannica Online-ID: biography/William-Page-American-paintertopic/Britannica-Online, läst: 9 oktober 2017.[källa från Wikidata]
3. ↑  Page, William, Grove Art Online, 12 januari 2018, 10.1093/GAO/9781884446054.ARTICLE.T064585.[källa från Wikidata]